# Crkva Sv. Ane u Donjoj Vrijeskoj
Crkva Svete Ane u Donjoj Vrijeskoj  nedaleko Daruvara pripada nevelikoj skupini relativno dobro sačuvanih gotičkih sakralnih građevina na području Slavonije. Radi se o jednobrodnoj, za slavonske prilike relativno velikoj građevini sa svetištem dugim 8 i brodom dugim 14 metara. Crkva je sagrađena 1412. od strane redovnika pavlina. Napuštena je 1542. kada su Turci osvojili ove prostore. Za vrijeme turske vlasti građevina je dosta propala. Svod koji je pokrivao brod i svetište je pao, pa je kasnije zamijenjen stropom, no o izvornom izgledu unutrašnjosti svjedoče i danas ostatci rebara.
Početkom 18. stoljeća Sveta Ana je pretvorena u pravoslavnu crkvu. Neko je vrijeme bila čak i sjedište pravoslavnog manastira (1735. – 75.), nakon čega je pripala obližnjem Manastiru Pakri. Nakon što je krajem 18. stoljeća oduzeta od ovog manastira i podređena parohiji u Velikim Bastajima građevina je počela propadati tako da je naposljetku 1852. morala biti potpuno zatvorena zbog opasnosti od urušavanja krova. 
Ovako loše stanje Svete Ane potaknulo je njezinu prvu obnovu u 19. stoljeću. Glavni pokretači obnove bili su prvi konzervator u Hrvatskoj i Slavoniji, imenovan od strane bečke Central-Commission zur Erforschung und Erhaltung der Baudenkmale, Ivan Kukuljević Sakcinski, zatim episkop pravoslavne Pakračke Eparhije (na čijem se teritoriju nalazi crkva Svete Ane), Stefan Kragujević, te naposljetku iguman manastira Pakre Gedeon Paunović. S obnovom se nastojalo početi već 1859., kada je Sveta Ana ponovno stavljena pod upravu Manastira Pakre, no na kraju je do nje došlo tek dvije godine kasnije zbog protivljenja grofa Julija Jankovića, vlasnika zemlje koja je okruživala kapelu, a koji se bojao da će obnova ove građevine ugroziti njegov posjed.
Intervencije koje su učinjene na Svetoj Ani 1861. gotovo da nisu imale nikakav stilski, već isključivo utilitaran karakter. Popravljen je krov kako crkva ne bi dalje propadala i dograđen je jednostavni drveni zvonik. 
Druga obnova Svete Ane izvedena je između 1904. i 1907. godine. Iako i pri ovoj obnovi sve prvotno planirane intervencije nisu izvedene, zbog nedostatka sredstava, ipak je došlo do mnogo opsežnijih zahvata u usporedbi sa situacijom iz 1861. Popravljene su kontrafore, dograđen je vrh glavnog pročelja, metalni zvonik na krovu, te drveni kor u unutrašnjosti. Većina je dodataka izvedena u gotičkom stilu, u skladu s uobičajenim pristupom restauraciji srednjovjekovnih spomenika u historicizmu, dakle stilu u kojem je građevina sagrađena u 15. stoljeću. Restauraciju je projektirao arhitekt Vinko (Vinzenz) Rauscher, zaposlen u to vrijeme u Građevnom odsjeku Odjela za unutrašnje poslove hrvatske vlade u Zagrebu, inače učenik najznačajnijeg arhitekta neogotike u austro-ugarskoj monarhiji Friedricha Schmidta, kojemu je bio povjeren cijeli niz sličnih projekata na gradnji novih i restauraciji starih kako katoličkih tako i pravoslavnih crkava u Hrvatskoj. Po Rauscherovim je projektima izveden i novi ikonostas u unutrašnjosti. Ikone ne ikonostasu izveo je slikar Marko Peroš, profesor na Školi za umjetnost i obrt u Zagrebu. Slikar Ivan Drusani, također iz Zagreba, izveo je novi dekorativni oslik s manjim brojem figuralnih polja, koji je kasnije prekrečen.
Crkva svete Ane danas se ponovno nalazi u jako lošem stanju i prijeti joj propadanje.